# José de Lucas Acevedo

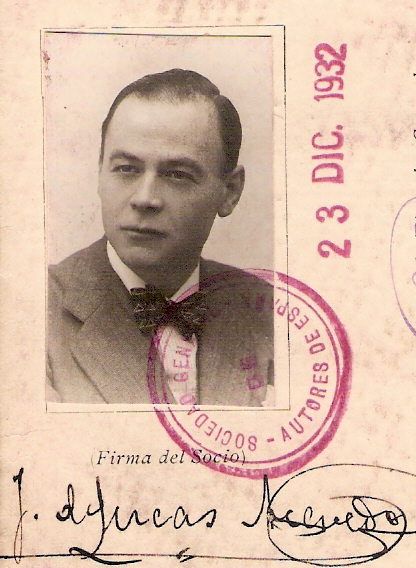
Cédula de identificación.

José de Lucas Acevedo (Cieza, 25 de noviembre de 1886-Madrid, 13 de febrero de 1955) fue un polifacético escritor español. 
Además de sus colaboraciones habituales en la revista Blanco y Negro y el diario ABC de Madrid, en la primera como escritor de novelas cortas y en el segundo como cronista y corresponsal del diario en la ciudad de Valencia, Acevedo fue fundador y director de la revista literaria El Cuento Decenal (1913), donde llegaron a participar escritores como Valle Inclán y Joaquín Dicenta. Entre sus obras más conocidas se mencionan la zarzuela titulada La mano de Dios, estrenada en el Teatro Martín de Madrid en 1918, y la comedia El mirlo blanco, estrenada  en 1938 en el teatro Eslava de Valencia, e interpretada por José Isbert y Milagros Leal entre otros actores y actrices del momento. También tuvieron amplia difusión sus relatos de cuentos o novelas cortas recogidos en sus obras Rosas de Abril y La Caja de Pandora.

## Obra

### Narrativa

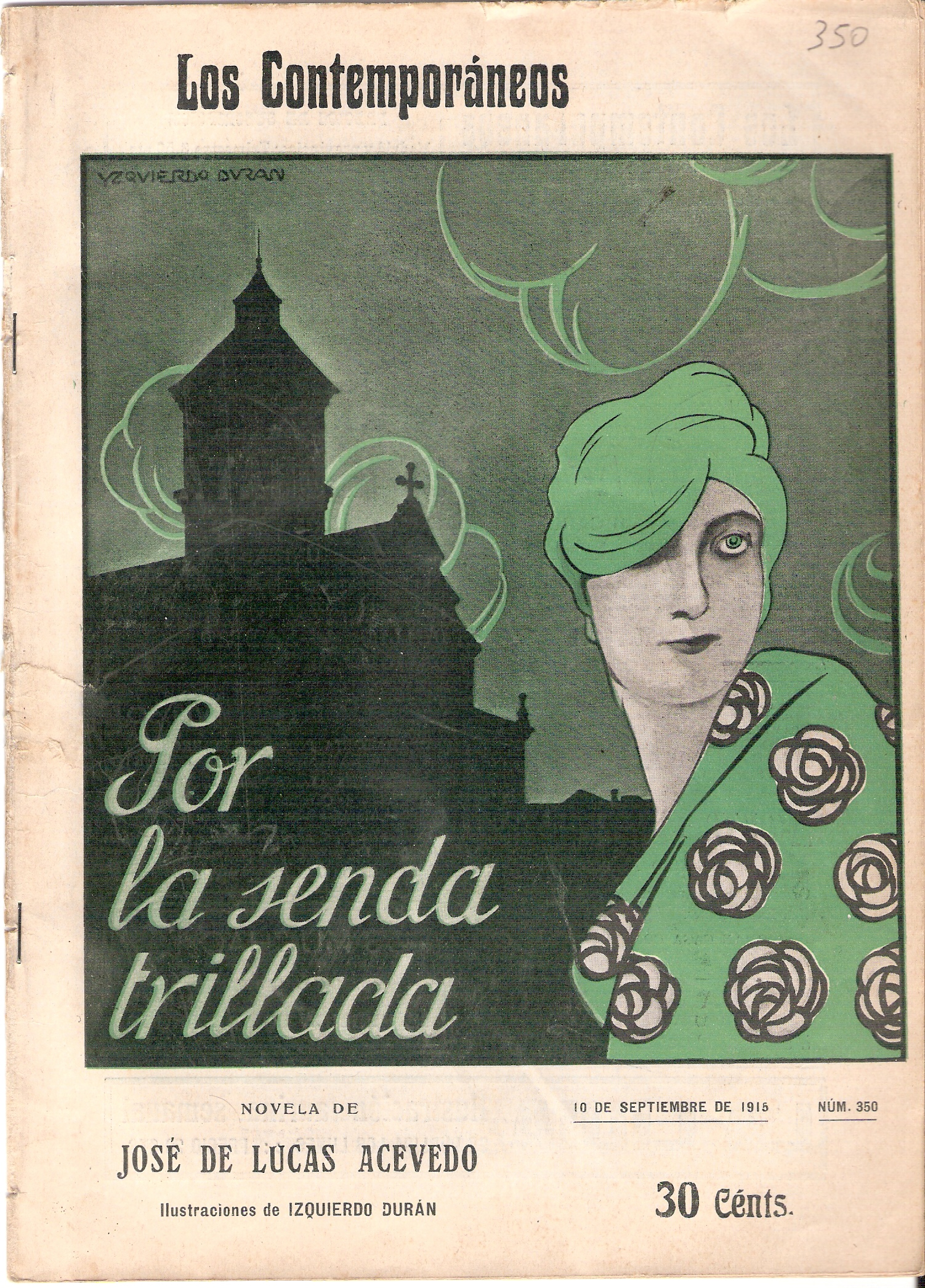
Por la senda trillada (1915), nº 350 de Los Contemporáneos.

Se anotan las novelas cortas: El raro capricho de las cosas (en «El Cuento Decenal» en 1913); Blasones de púrpura, tetralogía compuesta por La llave (1919), La peregrina sed (aparecida más tarde con el título "Por la senda trillada", (1915), La inquietud errante y El pobre diablo (1921); El marido de Norah; y Juez y parte (1923).
Asimismo, reunió sus cuentos en dos volúmenes: Rosas de abril (14 cuentos escritos entre 1913 y 1914), y La caja de Pandora, con doce cuentos, la mayoría publicados entre 1915 y 1916.

### Dramaturgia

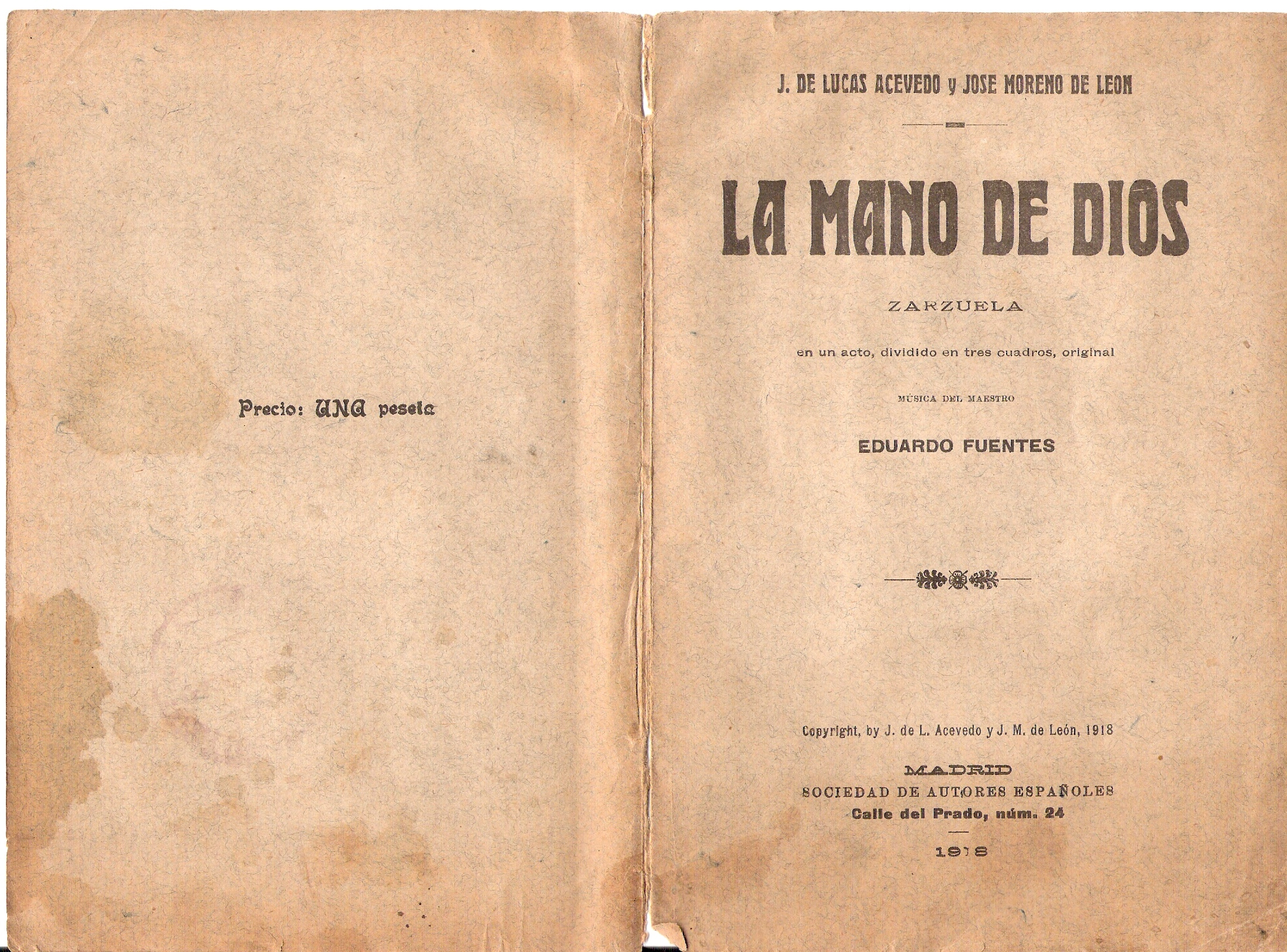
La mano de Dios (zarzuela)

Destacan quizá sus zarzuelas La mano de Dios, Amapola, El cortijo de colores y La rueda de noria; así como los sainetes: Chalarse por ellas (Teatro Novedades de Madrid); El último monarca; El rey de la sal (Teatro Victoria de Barcelona) y El primo alumbrao (Teatro Cervantes de Madrid).
Entre las comedias: Borrasca, La buena estrella, El mirlo blanco (Teatro Eslava de Valencia  (21-12-1938), Maleficio, Las piruetas de Cupido, Los diablos azules (Teatro Español de Madrid), El ilustre criado (Coliseo Imperial de Madrid), Presa en tus redes.
También publicó un libro de poesía: Borrones.